# مالك مولر
مالك مولر (بالألمانية: Malik Müller)‏ (24 يناير 1994 بفرانكفورت في ألمانيا - ) هو لاعب كرة سلة ألماني في مركز مدافع مسدد الهدف. لعب مع Virginia Tech Hokies men's basketball ‏.

## وصلات خارجية
- مالك مولر على موقع الاتحاد الدولي لكرة السلة (الإنجليزية)
- مالك مولر على موقع الدوري الأوروبي لكرة السلة (الإنجليزية)
- مالك مولر على موقع كرة السلة الأوروبية.كوم (الإنجليزية)
- مالك مولر على موقع كلية كرة السلة في سبورتس رفرنس.كوم (الإنجليزية)
- مالك مولر على موقع ريلجم (الإنجليزية)
- مالك مولر على موقع بروبوليرز (الإنجليزية)